# Goniurosaurus catbaensis
O lagarto-leopardo (Goniurosaurus catbaensis) é uma espécie asiática de lagarto descoberta em 2009.